# Automobiles Barré

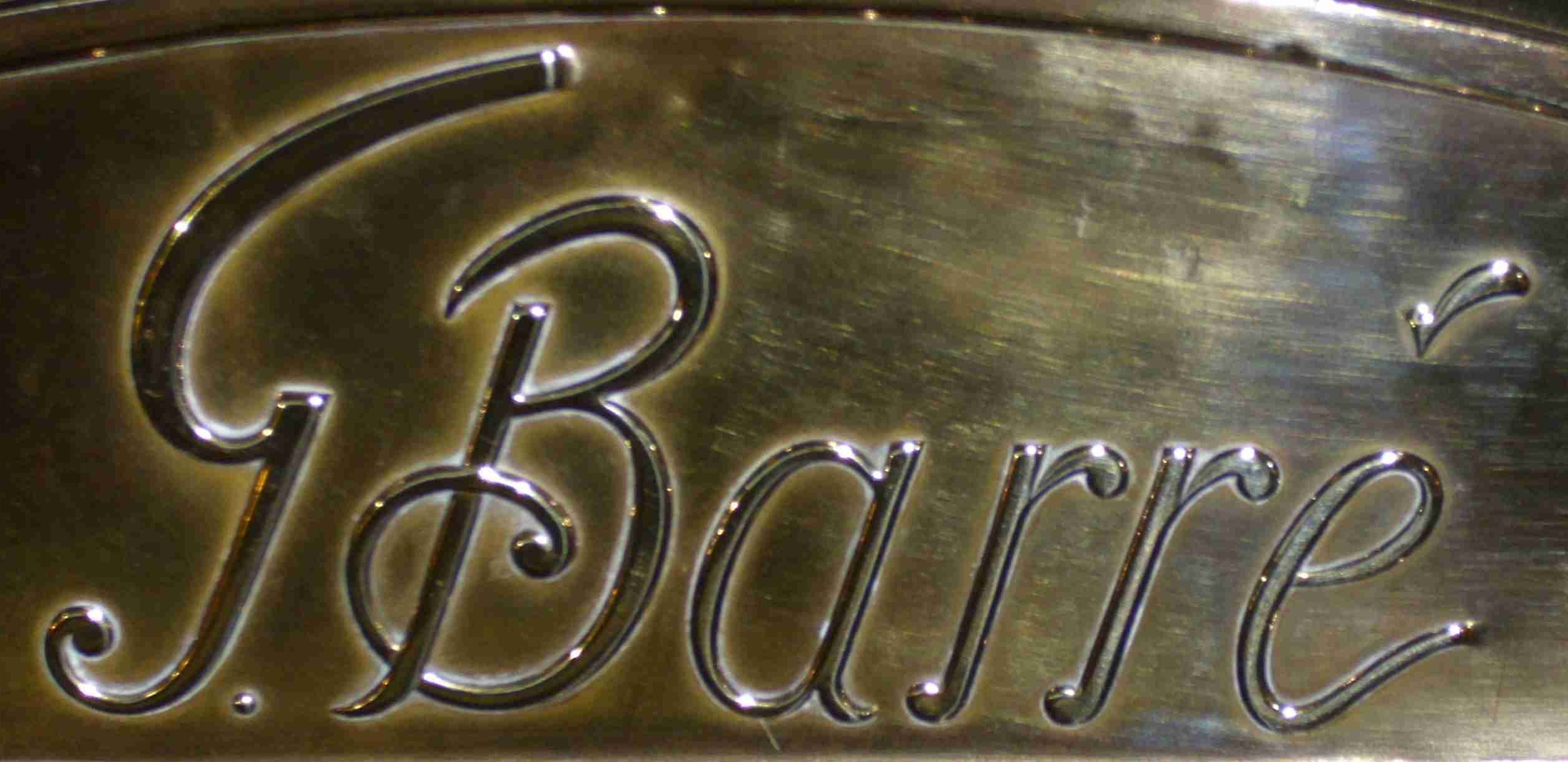
Emblem

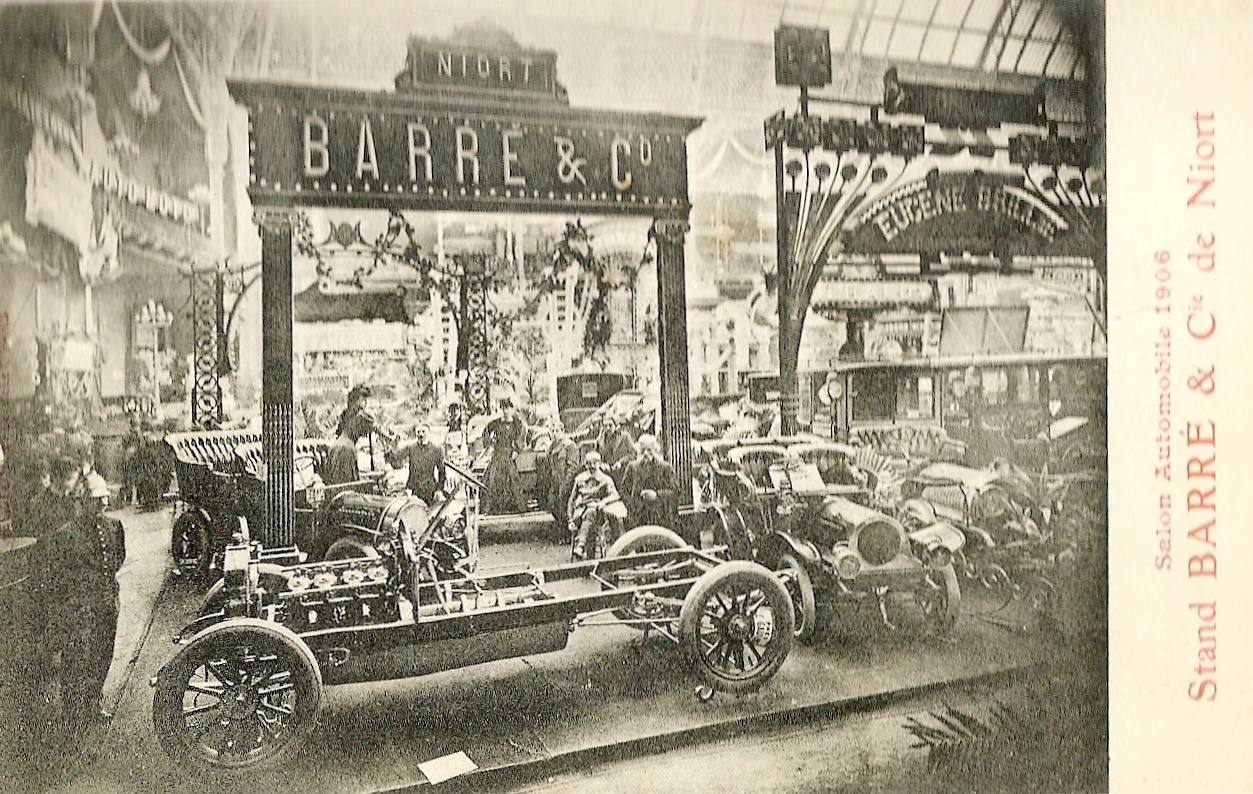
Stand von Barré beim Pariser Automobilsalon 1906

Automobiles Barré war ein französischer Hersteller von Automobilen.

## Unternehmensgeschichte
Der Ingenieur Gaston Barré war ab 1890 als Konstrukteur tätig. 1899 zog er nach Niort. Im gleichen Jahr begann er mit der Produktion von Automobilen. Erst 1908 gründete er das Unternehmen G. Barré et Cie und beschäftigte etwa 50 Personen. 1923 wurde das Unternehmen in Barré et Lamberthon umbenannt, und 1927 in SA des Automobiles Barré. 1930 endete die Produktion aufgrund der Wirtschaftskrise.

## Fahrzeuge
Das erste Fahrzeug Voiturette 4 CV erhielt wahlweise einen luftgekühlten Motor von Gaillardet oder einen wassergekühlten Motor von De Dion-Bouton. Der Zweisitzer war auf einem Rohrrahmen mit vorne eingebautem Motor aufgebaut. Der Antrieb erfolgte kardanisch auf die Hinterachse. Als einzige Bremse fungierte eine Bremstrommel an der Antriebsachse, die per Pedal und Band betätigt wurde; das Band konnte mit einem weiteren Pedal bei Bedarf gespannt werden. Die Höchstgeschwindigkeit war mit 35 km/h angegeben. Das Fahrzeug wurde im Dezember 1899 auf dem Pariser Automobilsalon präsentiert.
In den folgenden Modellen kamen zunächst Einbaumotoren von Aster, Buchet und De Dion-Bouton zum Einsatz. Getriebe, Achsen und teilweise auch Fahrgestelle wurden ebenfalls zugeliefert. Nach dem Ersten Weltkrieg wurden Motoren von Ballot mit 2000 cm³ Hubraum und S.C.A.P. mit 1614 cm³ Hubraum verwendet.
Ein Fahrzeug dieser Marke ist im Musée Automobile de Vendée in Talmont-Saint-Hilaire zu besichtigen.

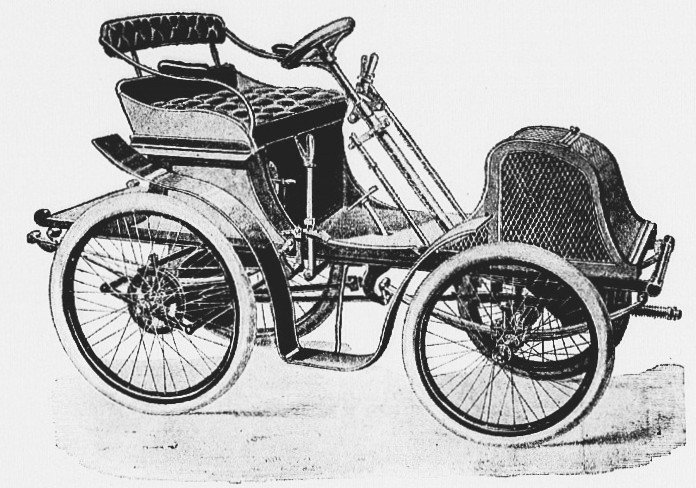
Barré Voiturette 4 CV (1899)
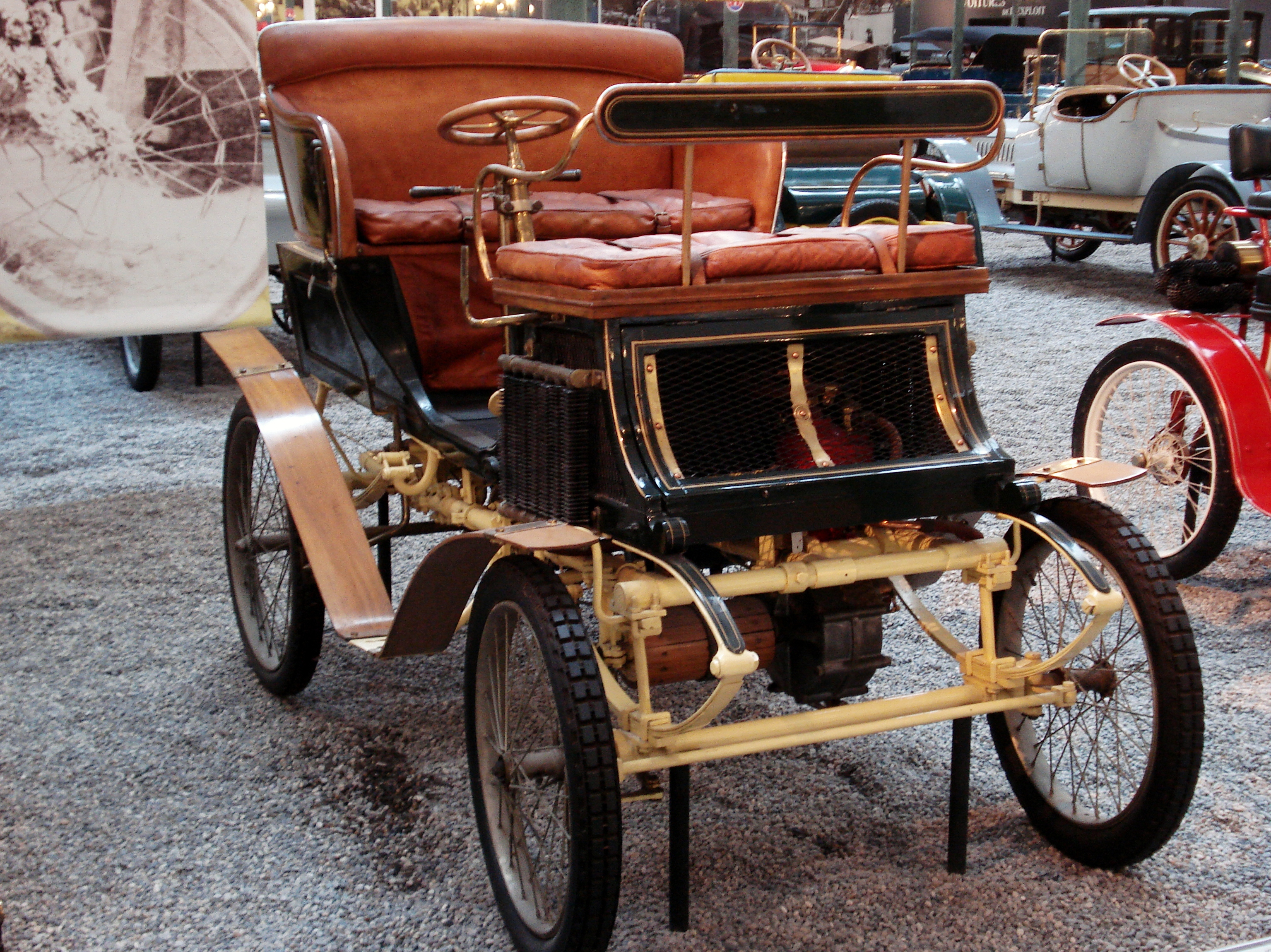
Barré von 1900
Barré von 1903 im Londoner Hyde Park
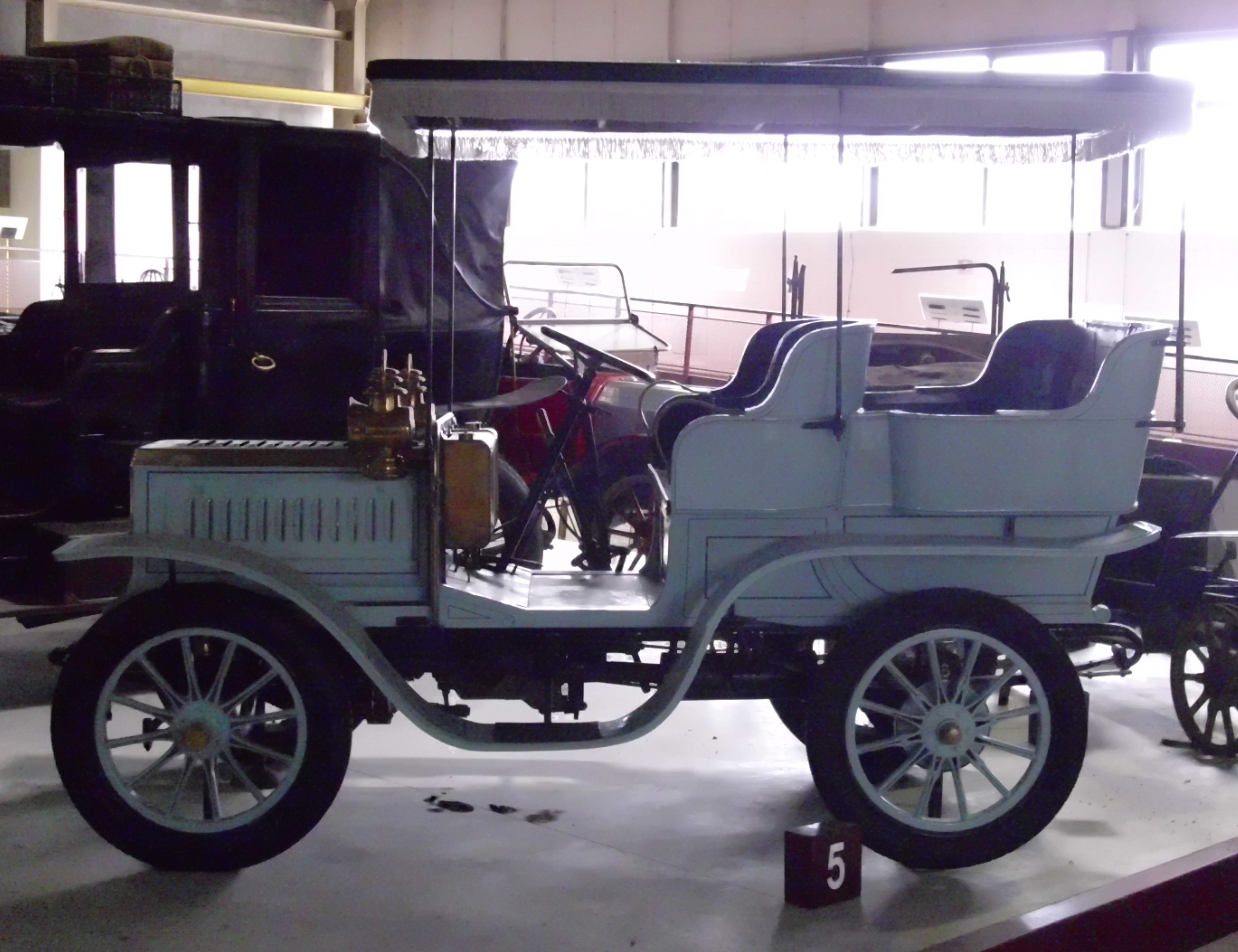
Barré Tonneau von 1903
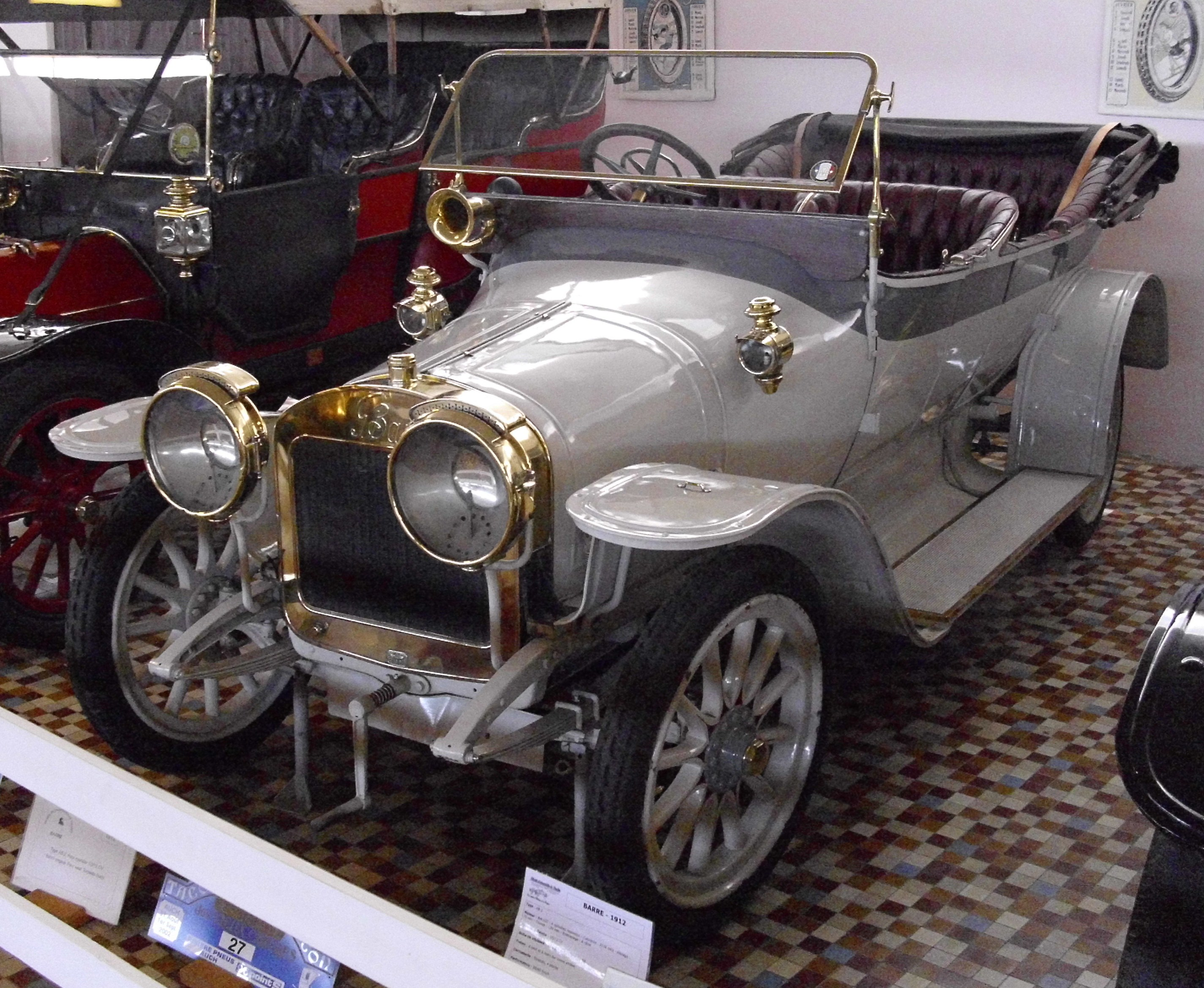
Barré von 1912
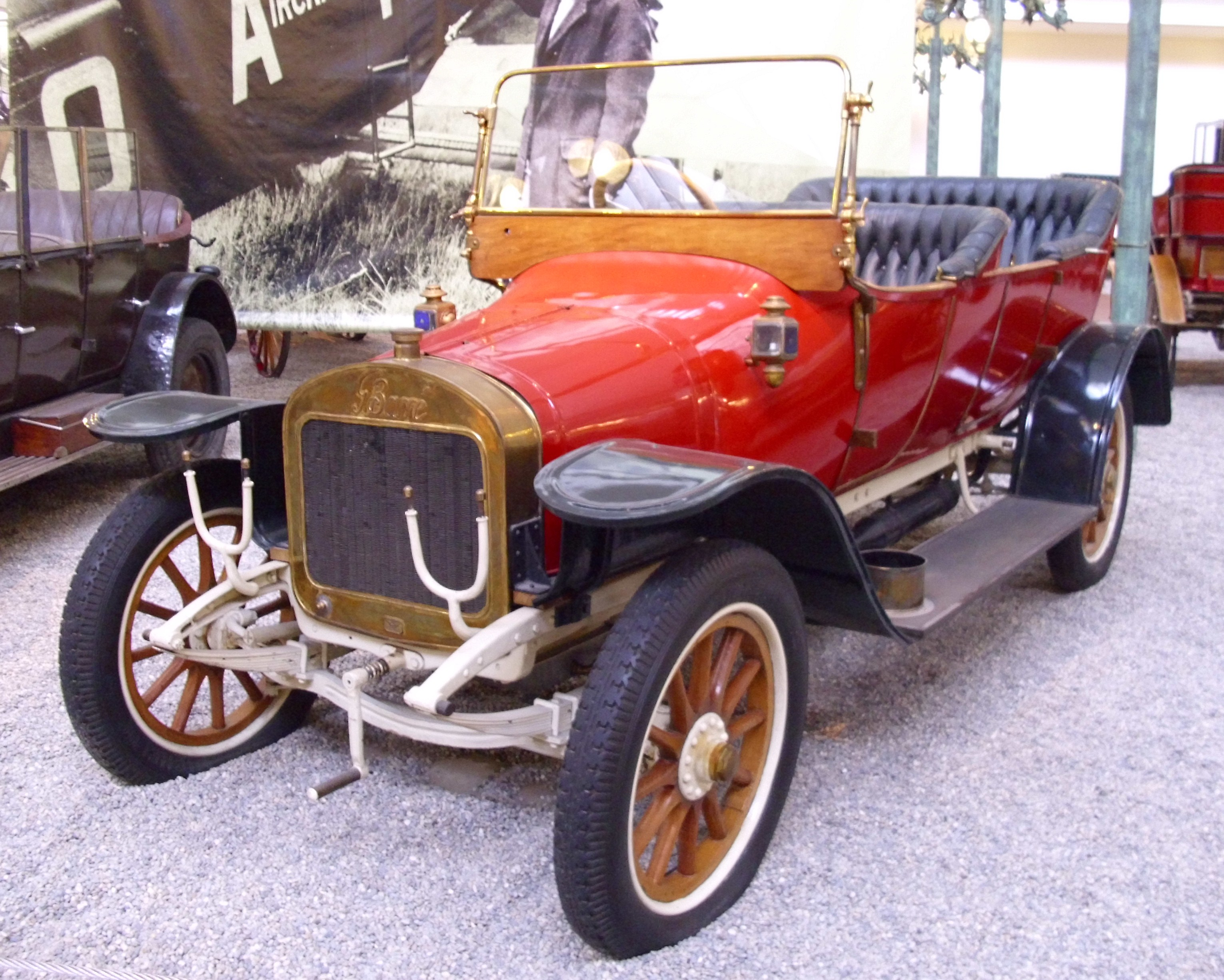
Barré von 1912